# Ópusztaszer
Ópusztaszer là một thị trấn thuộc hạt Csongrád, Hungary. Thị trấn này có diện tích 59,5 km², dân số năm 2010 là 2279 người, mật độ 38 người/km².